# Якшино (Вытегорский район)
Якшино — деревня в Вытегорском районе Вологодской области.
Входит в состав Анненского сельского поселения, с точки зрения административно-территориального деления — в Анненский сельсовет.
Расположена на берегу Ковжского озера, на трассе А119. Расстояние по автодороге до районного центра Вытегры — 63 км, до центра муниципального образования села Анненский Мост — 15 км. Ближайшие населённые пункты — Кябелово, Лоза, Рюмино.
По переписи 2002 года население — 24 человека (9 мужчин, 15 женщин). Всё население — русские.